# Litlekalsøy
Litlekalsøy er en ø i Austevoll i Vestland fylke i Norge. Den 0,5 km² store ø ligger i Austevoll arkipelag. Den ligger i Møkstrafjorden syd for øen Møkster, nord for øen Stolmen, og vest for den store ø Huftarøy. Litlekalsøy havde i 2001 26 indbyggere. Den kan nås med hurtigbåd fra Storebø .